# Список повітряних суден збройних сил Німеччини

Логотип ВПС Німеччини

Список повітряних суден збройних сил Німеччини.

## Літаки
| Тип                                                                                             | Зображення | Прийнятий на озброєння  | Знятий з озброєння  | Кількість                 | Примітки                                                 | Користувач                           |
| ----------------------------------------------------------------------------------------------- | ---------- | ----------------------- | ------------------- | ------------------------- | -------------------------------------------------------- | ------------------------------------ |
| Piper L-18C Super Cub                                                                           |            | 1956                    | 1965                | 40                        | Використовувався для навчання пілотів                    | Повітряні сили                       |
| CCF Harvard Mk.IV T-6 "Texan                                                                    |            | 1956                    | 1966                | 135                       | Використовувався для навчання пілотів                    | Повітряні сили                       |
| Lockheed T-33A Shooting Star                                                                    |            | 1956                    | 1976                | 192                       | Використовувався для навчання пілотів                    | Повітряні сили                       |
| Republic F-84F Thunderstreak Republic RF-84F Thunderflash                                       |            | 1956 1958               | 1967 1966           | 450 108                   |                                                          | Повітряні сили                       |
| Nord Aviation N.2501/2501D Noratlas                                                             |            | 1956                    | 1971                | 186                       |                                                          | Повітряні сили                       |
| Douglas C-47D Skytrain                                                                          |            | 1957                    | 1976                | 20                        |                                                          | Повітряні сили                       |
| Hunting Percival P-66 Pembroke C.Mk.54                                                          |            | 1957                    | 1975                | 33                        |                                                          | Повітряні, морські та сухопутні сили |
| Dornier Do 27 A/B                                                                               |            | 1957                    | 1980                | Do 27A — 322 Do 27B — 106 |                                                          | Повітряні, морські та сухопутні сили |
| Piaggio P.149D                                                                                  |            | 1957                    | 1990                | 266                       |                                                          | Повітряні та морські сили            |
| Fouga CM.170R Magister                                                                          |            | 1957                    | 1969                | 234                       |                                                          | Повітряні та морські сили            |
| De Havilland DH.114 Heron 2D                                                                    |            | 1957                    | 1963                | 2                         |                                                          | Повітряні сили                       |
| Fairey 17 Gannet AS Mk.4                                                                        |            | 1957                    | 1965                | 16                        |                                                          | Морські сили                         |
| Canadair CL-13A Sabre MK.5/Mk.6 North American (Fiat) F-86K Sabre                               |            | 1958 1959               | 1966 1966           | 225 088                   |                                                          | Повітряні сили                       |
| Hawker/Armstrong Whitworth Mk.100/101 Sea Hawk                                                  |            | 1958                    | 1966                | 34                        |                                                          | Морські сили                         |
| Grumman HU-16D Albatros                                                                         |            | 1959                    | 1971                | 8                         |                                                          | Морські сили                         |
| Convair CV 340/CV 440 "Metropolitan "                                                           |            | 1959                    | 1974                | 6                         |                                                          | Повітряні сили                       |
| Pützer Elster B                                                                                 |            | 1960                    | 1978                | 24                        |                                                          | Повітряні сили                       |
| Fiat G.91R/3 Gina Fiat G.91T/3 Fiat G.91R/4 Gina                                                |            | 1960 1961 1964          | 1982 1982 1966      | 294 66 50                 |                                                          | Повітряні сили                       |
| Lockheed F-104F Starfighter F-104G RF-104G TF-104G                                              |            | 1960 1961 1963          | 1971 1991 1986 1989 | 30 586 163 137            |                                                          | Повітряні та морські сили            |
| Dornier Do 28 A/B Dornier Do 28 D Skyservant                                                    |            | 1961                    | 1976                | 121                       |                                                          | Повітряні та морські сили            |
| Douglas DC-6B Liftmaster                                                                        |            | 1962                    | 1969                | 4                         |                                                          | Повітряні сили                       |
| Lockheed L-1329                                                                                 |            | 1962                    | 1986                | 4                         |                                                          | Повітряні сили                       |
| Breguet Atlantic 1150 MPA                                                                       |            | 1965                    | 2006                | 15                        |                                                          | Морські сили                         |
| Cessna T-37 Tweet                                                                               |            | 1967                    | 2008                | 47                        | Використовувався для навчання пілотів                    | Повітряні сили                       |
| Northrop T-38 Talon                                                                             |            | З 1968 року             | —                   | 46                        | Для навчання пілотів                                     | Повітряні сили                       |
| C-160D Transall                                                                                 |            | З 1968 року             | —                   | 110                       | Військово-транспортний літак.                            | Повітряні сили                       |
| Boeing 707-307C                                                                                 |            | 1968                    | 1999                | 4                         |                                                          | Повітряні сили                       |
| North American OV-10B Bronco North American OV-10B(Z) Bronco                                    |            | 1970 1970               | 1990 1990           | 18 12                     |                                                          | Повітряні сили                       |
| BR 1150 M                                                                                       |            | З 1971 року             |                     | 5                         |                                                          | Морські сили                         |
| McDonnell Douglas RF-4E Phantom McDonnell Douglas F-4F Phantom McDonnell Douglas F-4E «Phantom» |            | 1971 З 1973 року 1977   | 1994 — 1999         | 88 175 10                 |                                                          | Повітряні сили                       |
| HFB-320 Hansa-Jet HFB-320M «Hansa-Jet» ECM                                                      |            | 1976 1977               | 1988 1994           | 14                        |                                                          | Повітряні сили                       |
| VFW-614                                                                                         |            | 1977                    | 1998                | 3                         |                                                          | Повітряні сили                       |
| Dassault/Dornier Alpha Jet                                                                      |            | 1979                    | 1997                | 175                       |                                                          | Повітряні сили                       |
| Panavia Tornado IDS/RECCE Panavia Tornado ECR                                                   |            | З 1980 року З 1990 року | —                   | 334 35                    |                                                          | Повітряні та морські сили            |
| Canadair CL-601 Challenger                                                                      |            | З 1986 року             | —                   | 7                         |                                                          | Повітряні сили                       |
| Іл-62                                                                                           |            | 1990                    | 1993                | 3                         | Літаки отримав бундесвер внаслідок приєднання НДР до ФРН | Повітряні сили                       |
| Ту-134                                                                                          |            | 1990                    | 1992                | 3                         | Літаки отримав бундесвер внаслідок приєднання НДР до ФРН | Повітряні сили                       |
| Ту-154                                                                                          |            | 1990                    | 1997                | 2                         | Літаки отримав бундесвер внаслідок приєднання НДР до ФРН | Повітряні сили                       |
| Let L-410 Turbolet                                                                              |            | 1990                    | 2000                | 12                        | Літаки отримав бундесвер внаслідок приєднання НДР до ФРН | Повітряні сили                       |
| Ан-26                                                                                           |            | 1990                    | 1994                | ?                         | Літаки отримав бундесвер внаслідок приєднання НДР до ФРН | Повітряні сили                       |
| МіГ-29                                                                                          |            | 1990                    | 2004                | 24                        | Літаки отримав бундесвер внаслідок приєднання НДР до ФРН | Повітряні сили                       |
| Airbus A310-304 VIP/PAX Airbus A310-304 MRTT                                                    |            | З 1991 року С 1999 року | —                   | 3 4                       |                                                          | Повітряні сили                       |
| Dornier Do 228                                                                                  |            | З 1991 року             | —                   | 5                         |                                                          | Морські сили                         |
| Grob G 120A                                                                                     |            | З 2002 року             | —                   | 6                         | Для навчання пілотів                                     | Повітряні сили                       |
| Lockheed P-3C Orion                                                                             |            | З 2008 року             | —                   | 8                         | Береговий патрульний літак                               | Морські сили                         |
| Eurofighter EF-2000                                                                             |            | З 2004 року             | —                   | заплановано — 180         | Багатоцільовий винищувач                                 | Повітряні сили                       |
| Raytheon T-6 Texan II                                                                           |            | З 2008 року             | —                   | ?                         | Для навчання пілотів                                     | Повітряні сили                       |
| Airbus A400M                                                                                    |            | З 2010 року             | —                   | заплановано — 60          | Військовий транспортний літак                            | Повітряні сили                       |

## Гелікоптери
| Тип                                                                 | Зображення | Прийнятий на озброєння | Знятий з озброєння | Кількість | Примітки                                                      | Користувач                           |
| ------------------------------------------------------------------- | ---------- | ---------------------- | ------------------ | --------- | ------------------------------------------------------------- | ------------------------------------ |
| Bell (Agusta) 47 G-2                                                |            | 1957                   | 1974               | 45        |                                                               | Повітряні та сухопутні сили          |
| Sud Aviation SO 1221 Djinn                                          |            | 1957                   | 1960               | 6         |                                                               | Сухопутні сили                       |
| Bristol 171 Sycamore Mk.52                                          |            | 1957                   | 1969               | 50        |                                                               | Повітряні та морські сили            |
| Piasecki H-21                                                       |            | 1957                   | 1971               | 32        |                                                               | Повітряні та сухопутні сили          |
| Sikorsky H-34G Choctaw                                              |            | 1957                   | 1975               | 191       |                                                               | Повітряні, морські та сухопутні сили |
| Cierva Skeeter                                                      |            | 1958                   | 1960               | 10        |                                                               | Морські та сухопутні сили            |
| Sud Aviation SE-3130 Alouette II Aérospatiale SA 318 °C Alouette II |            | 1959 1969              | 2006 1981          | 247 53    |                                                               | Сухопутні сили                       |
| Sikorsky S-64                                                       |            | 1962                   | 1968               | 2         |                                                               | Сухопутні сили                       |
| Bell UH-1Д                                                          |            | З 1967 року            | —                  | 352       |                                                               | Повітряні, морські та сухопутні сили |
| Sikorsky M-41                                                       |            | З 1972 року            | —                  | 22        |                                                               | Морські сили                         |
| Sikorsky CH-53G/GS                                                  |            | З 1972 року            | —                  | 110       |                                                               | Сухопутні сили                       |
| MBB Bo 105 (BO 105 M/BO 105 P)                                      |            | З 1979 року            | —                  | 223       |                                                               | Сухопутні сили                       |
| Westland Lynx                                                       |            | З 1981 року            | —                  | 22        |                                                               | Морські сили                         |
| Мі-8                                                                |            | 1990                   | 1997               | 91        | Гелікоптери придбав бундесвер внаслідок приєднання НДР до ФРН | Повітряні, морські та сухопутні сили |
| Мі-2                                                                |            | 1990                   | 1992               | 25        | Гелікоптери придбав бундесвер внаслідок приєднання НДР до ФРН | Сухопутні сили                       |
| Мі-14                                                               |            | 1990                   | 1991               | 14        | Гелікоптери придбав бундесвер внаслідок приєднання НДР до ФРН | Морські сили                         |
| Мі-24 Д/П                                                           |            | 1990                   | 1993               | 51        | Гелікоптери придбав бундесвер внаслідок приєднання НДР до ФРН | Сухопутні сили, «Rüstungsbereich»    |
| Aérospatiale AS.532U2                                               |            | З 1997 року            | —                  | 3         |                                                               | Повітряні сили                       |
| Eurocopter EC135                                                    |            | З 1999 року            | —                  | 15        |                                                               | Сухопутні сили                       |
| Eurocopter Tiger                                                    |            | З 2005 року            |                    | 80        |                                                               | Сухопутні сили                       |
| NH90 NFH                                                            |            | З 2006 року            | —                  | 122       |                                                               | Повітряні та сухопутні сили          |

## Безпілотні літальні апарати
| Тип                | Зображення | Прийнятий на озброєння | Знятий з озброєння | Кількість | Примітки | Користувач     |
| ------------------ | ---------- | ---------------------- | ------------------ | --------- | --- | -------------- |
| CL-89 (AN/USD-501) |            | 1972                   | 1992               | ?         | Розвідувальний безпілотний літальний апарат (ракета)                                                                     | Сухопутні сили |
| CL-289             |            | 1990                   | 2009               | 184       | Розвідувальний безпілотний літальний апарат (ракета)                                                                     | Сухопутні сили |
| Luna X-2000        |            | З 2000 року            | —                  | 8         | Запускається за допомогою катапульти, приземлення відбувається за допомогою спеціального парашута або в натягнуту сітку. | Сухопутні сили |
| KZO                |            | З 2005 року            | —                  | 60        | | Сухопутні сили |
| Aladin             |            | З 2005 року            | —                  | 230       | | Сухопутні сили |
| EMT Fancopter      |            | З 2006 року            | —                  | 21        | | Сухопутні сили |
| AirRobot AR 100-B  |            | З 2007 року            | —                  | 120       | | Сухопутні сили |

## Розробка нової техніки
| Тип                                  | Зображення | Прийнятий на озброєння | Знятий з озброєння | Кількість | Примітки                                                                            | Користувач                    |
| ------------------------------------ | ---------- | ---------------------- | ------------------ | --------- | ----------------------------------------------------------------------------------- | ----------------------------- |
| Dornier Do 29                        |            | 1958                   | 1964               | 2         |                                                                                     | Німецький аерокосмічний центр |
| Merckle SM 67                        |            | 1959                   | 1962               | 3         |                                                                                     | Німецький аерокосмічний центр |
| Bölkow Bo 102                        |            | 1961                   | 1962               | 1         |                                                                                     | Німецький аерокосмічний центр |
| Heinkel/Potez CM.191                 |            | 1962                   | —                  | 2         |                                                                                     | Німецький аерокосмічний центр |
| Dornier Do 32                        |            | 1962                   | 1963               | 1         |                                                                                     | Німецький аерокосмічний центр |
| EWR VJ 101                           |            | 1962                   | 1971               | 2         | Експериментальний реактивний винищувач                                              | Німецький аерокосмічний центр |
| Grumman OV-1 Mohawk                  |            | 1963                   | —                  | 3         |                                                                                     | Сухопутні сили                |
| Bölkow Bo-46                         |            | 1964                   | —                  | 1         |                                                                                     | Німецький аерокосмічний центр |
| English Electric Canberra B Mk.II    |            | 1966                   | 1993               | 3         |                                                                                     | Повітряні сили                |
| B Mk.II                              |            | 1967                   | 1969               | 2         | Експериментальний реактивний транспортний літак вертикального злету та приземлення. | Німецький аерокосмічний центр |
| Lockheed F-104 Starfighter           |            | 1968                   | —                  | 2         |                                                                                     | «Rüstungsbereich»             |
| VFW H-3                              |            | 1969                   | 1972               | 2         |                                                                                     | Німецький аерокосмічний центр |
| VFW-Fokker VAK 191 B                 |            | 1971                   | 1975               | 3         |                                                                                     | Німецький аерокосмічний центр |
| Rhein-Flugzeugbau Fantrainer 400/600 |            | 1978                   | —                  | 3         |                                                                                     | «Rüstungsbereich»             |
| F-104G CCV                           |            | 1977                   | 1981               | 1         |                                                                                     | «Rüstungsbereich»             |
| RQ-4 Global Hawk                     |            | З 2002 року            | —                  | 1         |                                                                                     | «Rüstungsbereich»             |
| Taifun                               |            | З 2004 року            | —                  | 1         |                                                                                     | «Rüstungsbereich»             |
| Barracuda                            |            | З 2006 року            | —                  | 1         |                                                                                     | Німецький аерокосмічний центр |
| Camcopter S-100                      |            | З 2008 року            |                    | 1         |                                                                                     | «Rüstungsbereich»             |